# Os Mutantes (filme)
Os Mutantes é um filme português de 1998, uma longa-metragem de ficção escrita e realizada por Teresa Villaverde. É com o seu terceiro filme “Os Mutantes”, que Teresa Villaverde vê confirmada a projecção internacional da sua obra, apresentado no Festival de Cannes e premiado no Festival de Roma com o Prémio das Nações Unidas (ONU).

## Sinopse
A vida de três jovens que vivem na rua, em alternativa aos ambientes familiares disfuncionais onde cresceram: Andreia (Ana Moreira), Pedro (Alexandre Pinto) e Ricardo (Nelson Varela).
Andreia (Ana Moreira), Pedro (Alexandre Pinto) e Ricardo (Nelson Varela) não aceitam as coisas como elas são, não se encaixam em lado nenhum. Nunca se rendem, estão sempre à procura de alguma coisa. Têm dentro deles uma força invisível que se espalha por todo o lado. Alguma coisa dentro deles está sempre prestes a explodir.
É como um energia selvagem, um desejo de mudar as coisas, de viver de uma forma diferente. Não sabem muito bem o que querem, mas há sempre alguma coisa que os incomoda. Vivem com a necessidade constante de vertigem, de deslocação, de movimento. Recusam-se a aceitar o lugar que lhes foi imposto mesmo antes de serem capazes de escolher fosse o que fosse. Não aceitam esse lugar e é por isso que não o ocupam. Mas não têm nenhum outro.
São sobreviventes. São os mutantes portugueses, mas também existem mutantes em todos os lugares. Talvez o mundo preferisse que eles não existissem, mas eles existem.
Ao longo de todo o filme, eles sonham, choram, riem, têm filhos, morrem, fogem.

## Ficha Técnica
- Realização: Teresa Villaverde
- Argumento: Teresa Villaverde
- Produtor: Jacques Bidou
- Direcção de fotografia: Acácio de Almeida.
- Ano: 1998
- Género: Drama
- Duração: 115’

## Elenco
- Ana Moreira - Andreia
- Marta Vargas - Paula (amiga de Andreia)
- Alexandre Pinto - Pedro
- António Capelo - Pai de Pedro
- Nelson Varela - Ricardo
- Helder Tavares - Franklin
- Paulo Pereira - Zézito
- Jorge Bruno Gomes - Irmão de Pedro
- Teresa Roby - Mãe de Andreia
- Isabel Ruth - Isabel
- Alexandra Lencastre - Assistente Social
- José Raposo - Director de raparigas
- Guilherme Filipe - Director de rapazes
- Rita Blanco
- Alfredo - Colaboração de

## Prémios
- Festival du Film Mediterrané, França (1999) – Melhor Actriz (Ana Moreira)
- Buenos Aires Festival Internacional de Cine Independiente, Argentina (1999) – Melhor Actriz (Ana Moreira)
- Taormina International Film Festival, Itália (1999) – Melhor Actriz (Ana Moreira)
- MedFilmFestival Roma, Itália (1999) – Prémio ONU
- Seattle International Film Festival, EUA (2000) – Prémio Revelação

## Nomeações
- Festival de Cannes, França (1998) – Selecção Oficial, Un Certain Regard
- Buenos Aires Festival Internacional de Cine Independiente, Argentina (1999) – Melhor Filme
- Globos de Ouro, Portugal (1999) – Melhor Filme, Melhor Realizador, Melhor Actriz (Ana Moreira) e Melhor Actor (Alexandre Pinto)

## Festivais
Foi seleccionado para a secção oficial Um Certo Olhar (Un certain regard) do Festival de Cannes de 1998.